# 森美理愛
森 美理愛（もり みりあ、2009年10月9日 - ）は、日本の子役。スターダストプロモーション所属。スマイルモンキーに所属する子役の森優理斗は実弟。

## 出演

### テレビ
- ひみつ×戦士 ファントミラージュ!（2019年、テレビ東京）
- ABUアジア子どもドラマシリーズ2019『まいご。』（2019年、NHK） - 主演 咲子 役
- NHK連続テレビ小説 エール（2020年、NHK） - 佐智子 役
- リコカツ（2021年、TBS）
- レンアイ漫画家 第3話（2021年4月22日、フジテレビ） - 麻央の友達 役
- NHK大河ドラマ 青天を衝け（2021年、NHK） - 渋沢こと 役
- 錦糸町パラダイス〜渋谷から一本〜 第1話・第6話・第7話（2024年、テレビ東京） - 14歳の麻衣 役

### 映画
- 星の子（2020年）
- 劇場版TOKYO MER〜走る緊急救命室〜（2023年） - 中学生 役
- マンガ家、堀マモル（2024年）

### 配信ドラマ
- ボイスII 110緊急指令室 LAST CALL（2021年、Hulu） - 田中さとこ 役

### テレビ番組
- ファミリーヒストリー 余貴美子（2011年、NHK）
- 華原朋美のトモちゃんといっしょ(2016年、AbemaTV）
- リンカーン芸人大運動会2019（2019年、TBS）
- 声優×怪談 第2夜「黒の怪談」（2019年、NHK）
- おもセン〜芸能人先生の本気おもしろ授業ランキング〜（2021年、フジテレビ）
- 天才てれびくんhello（2021年、NHK Eテレ）
- もやモ屋（2021年、NHK Eテレ） - 主人公 役
- ザ!世界仰天ニュース（2021年、日本テレビ）

### CM
- タカラトミー「ミラクルちゅーんず ミラクルタンバリン」(2017年)
- ジョンソン・エンド・ジョンソン「BAND-AIDキッズパワーパッド あかぎれ篇」(2018年)
- ジョンソン・エンド・ジョンソン「BAND-AIDキッズパワーパッド 夏篇」(2018年)
- 北陸電力「北陸電力と歩む火力発電所・水力発電所篇」(2018年)

### スチール
- 通販生活 カタログ(2015年)
- 学研 カタログ(2015年)
- マスセット カタログ(2015年)
- 講談社「子どもと楽しむ東京ディズニーリゾート」(2017年)
- チャイルド本社「ポット」(2017年)
- 「流山おおたかの森 S・C」施設パンフ(2017年)
- アイドル×戦士 ミラクルちゅーんず!「ファイナルコスチュームパッケージ」(2017年)

### WEB
- ツインリンクもてぎ(2017年)
- スポーツショップゼビオ(2017年)